# Camilo Romero
Camilo Romero Mora (Guadalajara, 30 marzo 1970) è un ex calciatore messicano, di ruolo difensore.